# 明石顕
明石 顕（あかし けん、1976年11月6日 - ）は、東京都出身の陸上競技選手。専門は競歩。2005年ヘルシンキ世界陸上選手権日本代表、2007年大阪世界陸上選手権日本代表。
綜合警備保障所属。海城中学校・高等学校、東京大学経済学部卒業。
コーチは会社の先輩でもあった栁澤哲が務めている。

## 来歴
東大入学後、陸上部に入部して競歩に取り組み始め、瞬く間にトップ選手に成長。
2001年から全日本競歩根上大会男子30km競歩4連覇。
2002年、ワールドカップ競歩50km競歩に出場。44位に入る。
2005年、ヘルシンキ世界陸上男子50km競歩に出場。3時間59分35秒の記録をマークし15位に入った。
2006年、日本選手権大会20km競歩で3位に入賞。
2007年、元旦競歩男子20kmで優勝。第91回日本選手権大会50km競歩で大阪世界陸上参加標準記録を突破して2位となり、大阪世界陸上では日本人最高の16位。
2008年、北京五輪最終選考会となった日本陸上競技選手権大会50キロ競歩で4位に終わり代表を逃した。10月の全日本50km競歩高畠大会で2位となった。

## 自己記録
- 20km競歩　1時間23分06秒（2007）
- 50km競歩　3時間50分11秒（2008）